# Brug 673
Brug 673 is een vaste brug in Amsterdam Nieuw-West.
Ze is gelegen in de Postjesweg en voert over een voet- en fietspad alsmede een waterweg in het Rembrandtpark. De Postjesweg verdeelt dat park in een noordelijke en zuidelijk deel.
De brug dateert vanuit ongeveer 1959/1960 met een aanbesteding in juni 1959 en de eerste paalfundering rond augustus van dat jaar. Omdat er getreuzeld werd met de inrichting van het Rembrandtpark, lag de brug jaren in niemandsland. De brug werd ontworpen door Peter Pennink, werkend voor de Dienst der Publieke Werken. Pennink heeft meer bruggen ontworpen voor de westelijke uitbreiding van Amsterdam. Hij zou ongeveer 25 bruggen voor Amsterdam ontwerpen. De brug is uitgebreid met twee trappen, die de verbinding vormen tussen weg en park.
In vergelijking tot bijvoorbeeld de Brug 659 in de Jan Evertsenstraat heeft deze brug aanmerkelijk soberder ontwerp. Pennink schreef betonnen liggers voor tussen betonnen landhoofden. De overspanning wordt gedragen door pijlers. Ook de balustrades zijn veel eenvoudiger van opzet. Opvallend daarbij is dat de balustrades van de onderdoorgang om de pijlers heen krullen. De landhoofden werden nogal eens slachtoffer van graffiti. 

## Kunst
In de loop der jaren kreeg de brug een aantal kunstwerken om zich heen:
- In 1983 kwam er voor de wanden van het oostelijk landhoofd betonnen reliëfs / plastieken van Frits Vanen getiteld Ochtend en Avond, Z.O.-N.W.; het hield de graffiti niet tegen.
- In 2002 volgden de Twee hondjes van Marjolijn Mandersloot, twee enorme polyester puppy's kijken vanaf de brug het park in; een uitvloeisel van het versmallen van de Postjesweg (auto's zouden daardoor minder hard gaan rijden), die in 1999 begon; burgemeester Job Cohen onthulde de beelden op 4 december 2002; ze waren gefinancierd door het Stadsdeel en het Amsterdams Fonds voor de Kunst.
- In opdracht van Waternet werd er in 2004-2005 ten noordwesten een boostergemaal (voor het rondpompen van vuil rioolwater) aan de brug gebouwd, waarvan de bovenzijde in het landschap werd weggewerkt. Vanuit het voet- en fietspad is alleen de transparante ingang te zien. De betonnen opvangbak van 45 meter lengte, 16 meter breedte en 8 meter diepte is door een schuilkorvenbekleding geheel weggewerkt. Wanneer het donker is, wordt het van binnenuit verlicht met blauw licht. Het geheel werd geplaatst volgens een ontwerp van Buro BEB uit 2003. in 2014 kreeg het haar naam, het Gerrit Hoekstra-gemaal.

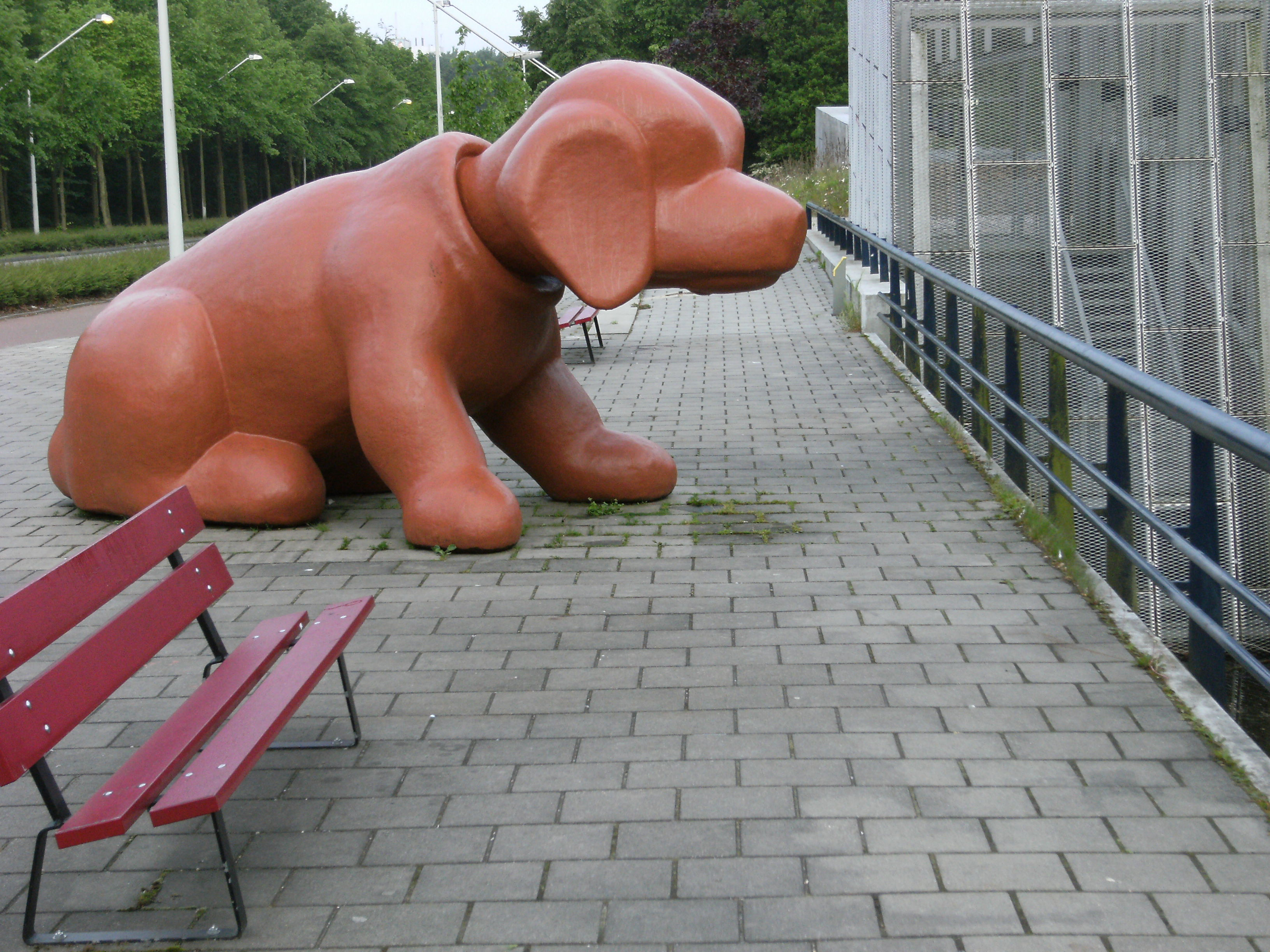
Een van de 'Twee hondjes' op Brug 673.

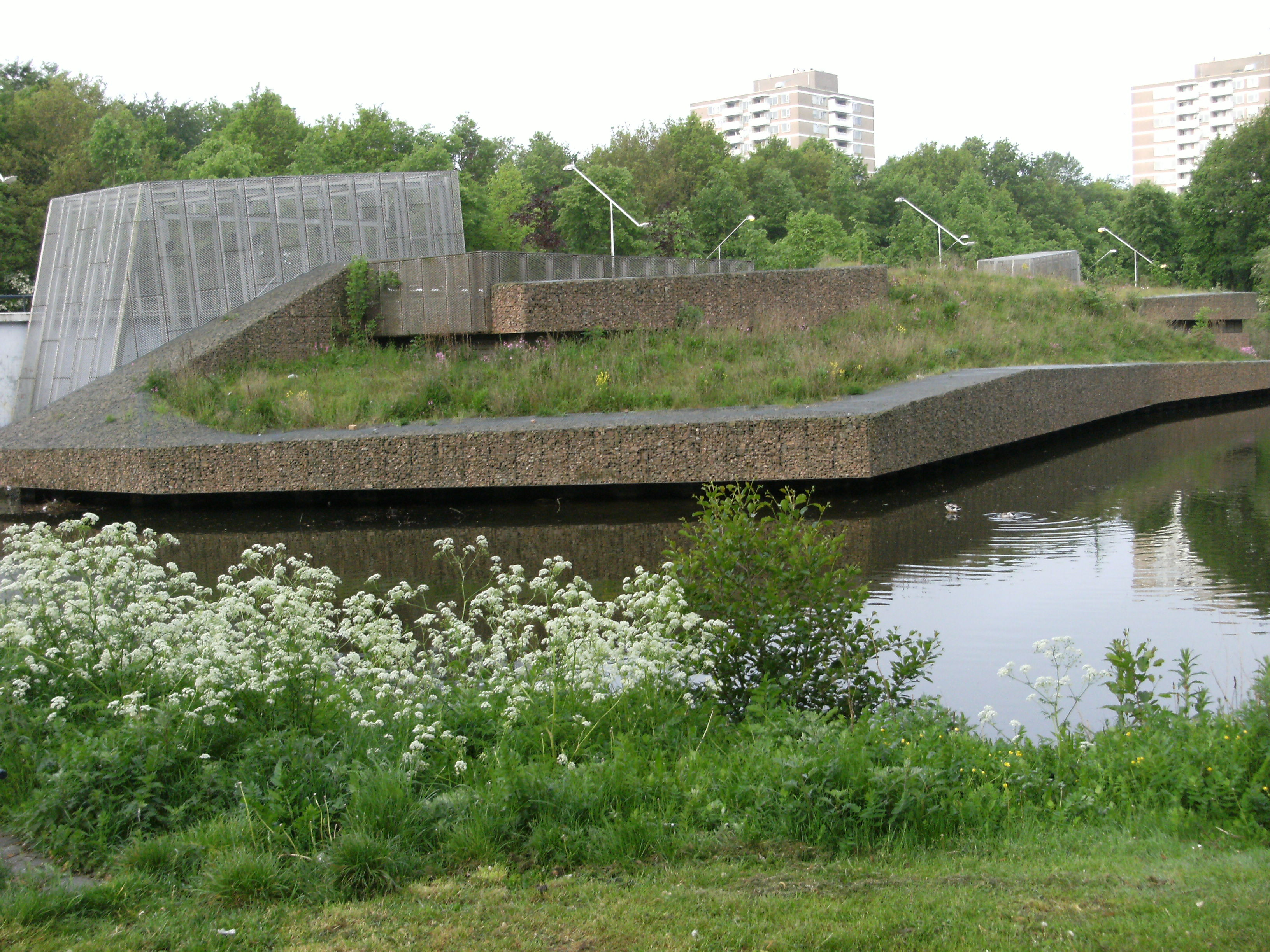
Het boostergemaal (september 2009)

<<< · 600 · 601 · 602 · 603 · 604 · 605 · 606 · 607 · 608 · 609 · 610 · 611 · 612 · 613 · 614 · 615 · 616 · 617 · 618 · 619 · 620 · 621 · 622 · 623 · 624 · 626 · 627 · 628 · 629 · 630 · 631 · 632 · 633 · 634 · 635 · 636 · 637 · 638 · 639 · 643 · 651 · 652 · 653 · 655 · 656 · 657 · 658 · 659 · 660 · 661 · 662 · 663 · 664 · 665 · 666 · 667 · 668 · 669 · 670 · 671 · 673 · 674 · 675 · 676 · 677 · 678 · 679 · 681 · 682 · 683 · 684 · 685 · 687 · 688 · 689 · 690 · 691 · 692 · 695 · 696 · 699 · >>>
Verdwenen brugnummers: 625 (afgebroken brug Sam van Houtenstraat), 640, 644, 645, 646, 647, 648, 650, 672 (duiker Cornelis Lelylaan, Rembrandtpark), 694, 698.
Nooit gebouwd: 649, 680 (nooit gebouwde brug Sloterplas).
Brugnummers 641, 642, 654, 686, 693, 694 en 697 zijn onbekend.